# Fernando Díaz Giles
Fernando Díaz Giles (Sevilla(Andalusia), 20 de juny, 1887 - Barcelona Catalunya), 4 de desembre, 1960), va ser un músic espanyol. És conegut, sobretot, per haver estat l'autor de la música de l'Himne de l'Acadèmia d'Infanteria de Toledo, adoptat posteriorment com a himne de la Infanteria espanyola.

## Biografia
Fernando Díaz Giles va ser alumne de la XIV Promoció de l'Acadèmia d'Infanteria de Toledo. A petició del director, Coronel José Villalba y Riquelme, va compondre la música de l'himne de l'Acadèmia durant una setmana que va passar en correcció (calabós).https://www.abc.es/archivo/periodicos/abc-madrid-19601206-64.html Anys més tard va reconèixer en una entrevista que gràcies al tinent Fausto García Pérez, que va ser qui va ordenar l'arrest, va poder compondre aquest himne que es va estrenar el 8 de desembre de 1908.
El 1911 es va graduar a l'Acadèmia amb l'ocupació de Segon Tinent. Va ascendir a Primer Tinent el 1914, i a Capità el 1918. El 1923, després d'aconseguir plaça de Professor de piano al conservatori de València abandona definitivament la seva carrera militar. Va compondre, sobretot, sarsueles i cançons populars.

## Obra musical
Sarsueles

- Doraida (1917)
- El romeral (1929)(1930)[3]
- El cantar del arriero (1930)[4]
- El renegado o La historia de Juan Valdés (1931)
- La moza que yo quería (1932)
- El cantante enmascarado (1934)
- La Alhambra (1940)
- El divo (1942)

Pel·lícules

- El genio alegre (1939)
- Sabela de Cambados (1949)
- Alhambra (1950)
- El Madrid de Velázquez (curt documental) (1961)

Altres obres

- Danza siberiana (poema simfònic) (1917)
- Rocío (òpera) (1926)[5]